# هيلين كاستور
هيلين كاستور (بالإنجليزية: Helen Castor)‏ هي مؤرخة ومؤلفة ومقدمة تلفزيونية بريطانية، ولدت في 4 أغسطس 1968 في كامبريدج في المملكة المتحدة.